# The Happy Prince
Pour plus de détails, voir Fiche technique et Distribution.
The Happy Prince est un film dramatique biographique britannico-italo-belgo-allemand écrit et réalisé par Rupert Everett, sorti en 2018. Le titre reprend celui d'une nouvelle d'Oscar Wilde,  The Happy Prince and Other Tales.

## Synopsis
Les derniers jours d'Oscar Wilde, vivant dans l’échec et la misère…

## Fiche technique
- Titre original : The Happy Prince
- Réalisation et scénario : Rupert Everett
- Direction artistique : Brian Morris
- Décors : Bernard Coyette et Renate Schmaderer
- Costumes : Giovanni Casalnuovo et Maurizio Millenotti
- Photographie et cadreur (non crédité): John Conroy
- Montage : Nicolas Gaster
- Musique : Gabriel Yared / Musique additionnelle : David Menke
- Production : Sébastien Delloye, Philipp Kreuzer et Jörg Schulze
- Sociétés de production : Maze Pictures et Entre Chiens et Loup ; Palomar, BBC Films, Tele München Gruppe, Proximus, RTBF, DPP et Movie Management Corporation (coproductions)
- Sociétés de distribution : Concorde Filmverleih (Allemagne) ; Lionsgate (Royaume-Uni), Océan Films (France)
- Pays d’origine :  Allemagne,  Belgique,  Italie,  Royaume-Uni
- Langues originales : anglais, italien et français
- Format : couleur
- Genre : drame biographique
- Durée : 105 minutes
- Dates de sortie :
  - États-Unis : 21 janvier 2018 (Festival du film de Sundance) ; 18 octobre 2018 (sortie nationale)
  - Italie : 12 avril 2018
  - Allemagne : 24 mai 2018
  - Royaume-Uni : 15 juin 2018
  - France : 19 décembre 2018

## Distribution
- Rupert Everett (VFB : Franck Dacquin) : Oscar Wilde
- Colin Firth (VFB : Olivier Cuvellier) :  Reginald Turner (en)
- Colin Morgan (VFB : Thibaut Delmotte) : Lord Alfred Douglas, « Bosie »
- Emily Watson (VFB : Fabienne Loriaux) : Constance Lloyd
- Tom Wilkinson : le père Cuthbert Dunne
- Anna Chancellor : Mme Arbuthnott
- Edwin Thomas (VFB : Olivier Prémel) : Robbie Ross
- Béatrice Dalle : la tenancière du Café-concert
- Benjamin Voisin : Jean
- Julian Wadham : M. Arbuthnott
- John Standing : Dr Tucker
- André Penvern (VF : lui-même) : M. Duploirier
- Franca Abategiovanni : la mère de Felice
- Tom Colley : Maurice Gilbert
- Johanna Kirby : l'infirmière
- Stephen M. Gilbert : Paine
- Alister Cameron : M.  Howard
- Arnaud Peiffer : un groom de l'hôtel Sandwich
- Ronald Pickup : le juge
- Matteo Salamone : Léon, le petit frère de Jean
- Caterina D'Andrea : Carmela
- Manu Asencio : un groom de l'hôtel Sandwich

## Tournage
Rupert Everett et l’équipe du tournage commencent, en mi-septembre 2016 les prises de vues en Bavière dans le Sud-Est de l'Allemagne, ainsi qu’en France, en Belgique et en Italie.
Chef opérateur du film, Wilhelm Moser réalise un documentaire sur le tournage.

## Accueil

### Critiques
Le film reçoit une bonne moyenne de la presse avec 3,0 sur AlloCiné.

## Distinctions

### Récompenses
- Bavarian Film Awards 2018 : Meilleure production pour Jörg Schulze et Philipp Kreuzer
- Premio Berenice 2018 : Meilleurs costumes pour Maurizio Millenotti et Giovanni Casalnuovo
- Satellite Awards 2018 : Meilleur premier film pour Rupert Everett

### Nominations et sélection
- Berlinale 2018 : Meilleur film pour Rupert Everett
- British Independent Film Awards 2018 : Meilleur acteur pour Rupert Everett
- Camerimage 2018 : Meilleur réalisateur débutant pour Rupert Everett
- Cérémonie des prix du cinéma européen : Meilleur acteur pour Rupert Everett
- Cérémonie du Deutscher Filmpreis 2018 : Meilleurs costumes pour Maurizio Millenotti et Giovanni Casalnuovo
- Festival du film de Sundance 2018 : sélection « Premieres »
- Seville European Film Festival 2018 : Meilleur film pour Rupert Everett
- Magritte 2019 :
  - Magritte du meilleur film étranger en coproduction